# Belkis Cuza Malé
Belkis Cuza Malé (Guantánamo, Cuba, 1942) es una escritora, periodista y pintora cubana, conocida especialmente por su poesía.

## Biografía
Estudió Letras en la Universidad de Oriente, en Santiago de Cuba hasta diciembre de 1964, cuando se casó con su primer marido y se mudó a la capital cubana, donde terminó la Universidad de La Habana. En 1965 nació su hija María Josefina "y pronto vino el divorcio".
Fue en su primera alma máter que debutó como poeta, con el libro El viento en la pared, publicado gracias a su profesor, el mexicano Eraclio Cepeda, por el Departamento de Extensión Cultural de la Universidad de Oriente, en 1962. Ese mismo año concursó en el principal certamen de Cuba con Tiempos de sol, que logró una mención del Premio Casa de las Américas. Entonces conoció al que cinco años más tarde se convertiría en su pareja, el poeta Heberto Padilla, quien también obtuvo mención en ese concurso, con El justo tiempo humano. Al año siguiente repitió su éxito obteniendo otra mención de citado galardón con Cartas a Ana Frank.
Comenzó a trabajar como periodista en Hoy, en 1965, y después pasó al diario Granma, del que, según cuenta, fue echada en 1967. En 1966 volvió a ver a Padilla, cuando este regresó de Checoslovaquia, y a fines del año siguiente comenzaron a vivir juntos, aunque se casaron oficialmente más tarde, el 25 de enero de 1971.
Aunque Belkis trabajó para Granma, asegura que nunca tuvo "ningún entusiasmo revolucionario". Sobre aquellos tiempos dice: "Hacía periodismo cultural, no iba al periódico más que a entregar mis artículos y andaba todo el tiempo entrevistando a escritores y artistas extranjeros que llegaban a Cuba. Creo que he entrevistado a todo el mundo, desde Alberto Moravia a Nicanor Parra, pasando por Martha Traba, Vargas Llosa, y a la mayoría de los poetas y novelistas españoles. Tampoco se salvaron pintores y teatristas. Y con algunos otros, como Julio Cortázar, tuve el privilegio de hablar y conversar sobre literatura varias veces".
Belkis fue detenida el 20 de marzo de 1971 a raíz del recital dado por Padilla en la Unión de Escritores, donde leyó Provocaciones. Ambos fueron acusados de “actividades subversivas” contra el gobierno, pero ella estuvo solo tres días incomunicada en los cuarteles de Villa Marista (Padilla estuvo 37) y participó en la reunión de autocrítica celebrada en la Unión de Escritores cuando su marido fue puesto en libertad.
Su libro Juego de damas fue el tercero que obtuvo mención del Premio Casa de las Américas (en 1968), del que apareció una selección en la antología 8 poetas de Ediciones Casa. En 1971, ya publicado el poemario por las ediciones de la Unión de Escritores y Artistas de Cuba, fue destruido debido a la detención de Belkis y Padilla. Sería reeditado 31 años después por la Editorial Término de Cincinnati.
Los padres de Belkis habían abandonado Cuba en agosto de 1966 y vivían en Miami, gracias a lo cual la poetisa, en 1979, logró salir con Ernesto, el hijo que había tenido con Padilla y que a la sazón contaba con 6 años de edad, hacia Estados Unidos. Al año siguiente, gracias a la presión internacional y particularmente a las gestiones del senador Edward Kennedy, su esposo pudo seguirla.

## El exilio
En un principio, Belkis se instaló en el North West junto con sus padres, pero luego tuvo que mudarse, ya que el gobierno de Cuba le advirtió que no dejaría salir a su marido si ella no se iba de Miami. Optó por irse a la ciudad Elizabeth, en Nueva Jersey, a casa de su amiga de la infancia, Elkes Arjona. Allí trabajó como administradora en una tienda de ropa de un cubano, y luego en otros sitios, siempre como ilegal, porque tenía estatus de turista y no se podía asilar por el temor a las represalias que entonces tomaría Cuba contra Padilla y su hija (María Josefina tenía 13 años cuando Belkis abandonó la isla y tuvieron que pasar 18 más antes de que pudiera volver a verla).
Belkis fundó en Princeton, en 1982 —con la colaboración con Padilla, que un principio se había opuesto a la idea— la revista Linden Lane Magazine, especializada en la literatura y el arte de los cubanos en el exilio. En 1986, fundó La Casa Azul centro cultural y galería de arte cubano, en Fort Worth, Texas, donde se había instalado. Tras la muerte de Padilla, en 2000, esta institución lleva su nombre en homenaje a su memoria. Belkis se había separado del poeta en 1995.
Sobre religión y su lado místico explicaba en 2008: "Yo no sé nada de religiones afrocubanas, lo siento. Apenas si recuerdo haber visitado algún babalao en La Habana. Mi educación fue católica, y cuando más, visitaba alguna espiritista en Santiago, muy buena, por cierto. Lo mío es otra cosa. Lo espiritual, la metafísica, el mentalismo, la hipnosis, la sanación con las manos, el movimiento de la fe, cierto espiritismo, y todo lo que tenga que ver con lectura de la mente y visualización. Soy una cristiana, una seguidora del pensamiento del ministro Kenneth Copeland y su Movimiento de la Fe, que él promueve; creo que la Palabra de Dios lo puede todo (Hágase la luz, y la Luz se hizo), me alimento de la Biblia y de otros textos. Creo en el Espíritu Santo, en la Trinidad. No sé bien cómo, pero soy una “profeta” (según lo señala San Pablo en Corintios); una síquica para algunos; alguien que lee mentes, lee el “futuro” (que no existe, por cierto); pero sí “adivino” lo que el otro piensa y no dice. En fin, que ésta es también otra misión que parece me han dado. Ya ve, soy una consejera espiritual, pero distinta, una terapista del alma, como quiera llamarle. Creo en las energías y las vibraciones y creo que uno puede conseguir todo lo que quiere, si lo desea de verdad. Vivo en ese mundo".
Cuza Malé reside en Miami y viaja frecuentemente a Fort Worth.
Además de poesía, Cuza Malé ha incursionado en la narrativa y tiene al menos tres novelas inéditas.

## Vida personal
Estuvo casada con el también poeta Heberto Padilla.

## Premios y reconocimientos
- Mención Premio Casa de las Américas 1962 por Tiempos de sol
- Mención Premio Casa de las Américas 1963 por Cartas a Ana Frank
- Mención Premio Casa de las Américas 1968 por Juego de damas
- Llaves de Miami por su labor cultural, 2011[7]

## Obra

### Poesía
- El viento en la pared, Departamento de Extensión Cultural de la Universidad de Oriente, Santiago de Cuba, 1962
- Los alucinados, 1962
- Tiempos de sol, Ediciones El Puente, La Habana, 1963
- Cartas a Ana Frank, 1966
- Juego de damas, ediciones de la Unión de Escritores y Artistas de Cuba, La Habana, 1971 (destruido); Término Editorial, Cincinnati, 2002
- Woman on the Front Lines, edición bilingüe; trad.: Pamela Carmell; selecciones de Juego de damas y El patio de mi casa (este último era el título provisional del poemarica que se llamría definitivamente La otra mejilla); Unicorn Press, Greensboro, 1987
- La otra mejilla, Ediciones ZV Lunáticas, París, 2007
- Los poemas de la mujer de Lot, Linden Lane Press, 2011

### Otros
- El clavel y la rosa: biografía de Juana Borrero, Cultura Hispánica, Madrid, 1984
- En busca de Selena, prosa, 1997
- Elvis. The Unquiet Grave or the True Story of Jon Burrows — Elvis: La tumba sin sosiego o La verdadera historia de Jon Burrows, testimonio, E. Press, 1994
- Lagarto, lagarto, novela, Linden Lane Press, 2013
- Ermita. Jazmín y melaza, álbum / testimonio. Linden Lane Press, 2013
- Heberto Padilla. Puerta de Golpe, antología hecha por Cuza Malé, Linden Lane Press, 2013